# Gun von Wittrock
Gun von Wittrock, född 22 juli 1922, död 5 april 2009, var formgivare på Rörstrand 1944–1949, och var speciellt känd för sina djurserier.
Hon utbildades vid Statens Kunsthøjskole i Köpenhamn. Efter bosättning i Sverige, flyttade hon till Norge, där hon arbetade vid Elle Keramikfabrik i Drøbak.